# Enfeebled Earth
Enfeebled Earth demoalbum je švedskog death metal-sastava Septic Broiler, koji je naknadno promijenio ime u Dark Tranquillity. Objavljen je 1990.

## Popis pjesama
| 1.    | »Enfeebled Earth«       | 3:52 |
| 2.    | »The Fortune of War«    | 4:59 |
| 3.    | »Only Time Can Tell«    | 6:29 |
| 4.    | »Septic Boiler« (proba) |      |
| 15:20 |                         |      |

## Zasluge
Dark Tranquillity
- Anders Fridén – vokal
- Niklas Sundin – solo-gitara
- Mikael Stanne – ritam gitara
- Martin Henriksson – bas-gitara
- Anders Jivarp – bubnjevi

Dodatni glazbenici
- Anders Björler – dodatni vokal (na pjesmi 4.)
- Björn Mankner – dodatni vokal (na pjesmi 4.)
- Tomas Lindberg – dodatni vokal (na pjesmi 4.)